# Ilmenau (řeka)
Ilmenau (oficiálně zkracovaná na Im) je německá řeka na severovýchodě Dolního Saska. Délka jejího toku je 109 km. Plocha povodí měří 2852 km². Je nejvodnější řekou, která odvodňuje Lüneburská vřesoviště. Od Lüneburgu k ústí je splavná.

## Průběh toku
Od soutoku zdrojnic Gerdau a Stederau v Uelzenu teče v meandrech na sever do Bad Bevensenu. Tam se stáčí na severovýchod a pokračuje přes Bienenbüttel do Deutsch Evernu, kde opět nabírá její tok severní směr. Ten udržuje přes Lüneburg, Bardowick a Wittorf. Za ním prudce mění směr na západ a tento směr udržuje až ke svému ústí zleva do Labe severně od Winsenu nad Luhou, když v těch místech už je na druhém břehu Labe Hamburk.

### Větší přítoky
- levé – Bienenbütteler Mühlenbach, Barnstedt Melbecker Bach, Hasenburger Mühlenbach, Luhe
- pravé – Wipperau, Röbbelbach, Wohbeck, Vierenbach, Dieksbach, Neetze-Kanal, Neetze, Ilaugraben

## Vodní režim
Průměrný průtok v ústí je 17,7 m³/s.